# Spergula platensis
Spergula platensis là loài thực vật có hoa thuộc họ Cẩm chướng. Loài này được (Cambess.) Shinners miêu tả khoa học đầu tiên năm 1958.